# Baçal
Baçal is een plaats (freguesia) in de Portugese gemeente Bragança en telt 470 inwoners (2001).